# 고리 이뇨제
고리 이뇨제(loop diuretics)는 콩팥의 헨레 고리 오름부분에 작용하는 이뇨제이다. 고리 이뇨제는 주로 울혈성 심부전이나 만성 신장 질환으로 인한 고혈압과 부종을 치료하기 위해 의학적으로 사용된다. 티아지드계 이뇨제는 콩팥 기능이 정상인 환자에게 더 효과적이지만 고리 이뇨제는 콩팥 기능이 손상된 환자에게 더 효과적이다.

## 작용 기전
고리 이뇨제는 단백질에 90% 결합되어 있으며 유기 음이온 수송체 1(OAT-1), OAT-2, ABCC4를 통해 토리쪽세관으로 분비된다. 고리 이뇨제는 헨레 고리의 굵은 오름부분에서 Na + -K + -2Cl - 공동수송체(NKCC2)에 작용하여 나트륨, 염화물, 칼륨 재흡수를 억제한다. 억제 기전은 고리 이뇨제가 Cl - 결합 부위에 대해 경쟁적 저해제로 작용하는 것이다. 또한 고리 이뇨제는 치밀반에서 NKCC2를 억제하여 치밀반 세포로 수송되는 나트륨을 감소시킨다. 이로 인해 레닌-안지오텐신계를 통해 신체의 체액 저류가 증가하고, 사구체의 관류를 증가시켜 사구체 여과율(GFR)을 증가시키는 레닌의 방출을 자극한다. 동시에, 고리 이뇨제는 세뇨관 사구체 피드백 기전을 억제하여 치밀반 근처의 내강에서 염분의 증가가 GFR을 감소시키는 반응을 유발하지 않도록 만든다.
또한 고리 이뇨제는 굵은 오름부분에서 일어나는 마그네슘과 칼슘의 재흡수를 억제한다. 마그네슘과 칼슘의 흡수는 상피를 사이에 두고 10mV의 전압 기울기를 갖는 내강 쪽 양의 전압과 간질 쪽 더 작은 크기의 양의 전압에 의존한다. 이로 인해 마그네슘과 칼슘 이온이 내강 쪽에서 간질 쪽으로 흡수되기 쉬워진다. 양쪽 전압 차이는 ROMK 통로를 통한 칼륨 재활용에 의해 형성된다. 칼륨 재활용이 억제되면 전압 기울기가 없어지고 마그네슘과 칼슘의 재흡수가 억제된다. 고리 이뇨제는 이런 식으로 이온의 재흡수를 방해하여 콩팥속질이 고장성이 되는 것을 방지한다. 이온이 농축된 수질이 없으면 물은 집합관 시스템을 떠나는 삼투압이 작아지며 궁극적으로는 소변 생성량이 증가한다. 이뇨가 증가하면 혈액으로 재흡수되는 물의 양이 줄어들어 전체 혈액량을 감소시킨다.
고리 이뇨제의 이차적인 효과는 프로스타글란딘 생성을 증가시켜 혈관을 확장시키고 콩팥으로의 혈액 공급을 증가시키는 것이다.
혈액량이 감소하고 혈관이 확장되면 결과적으로 혈압이 낮아지고 부종 상태가 개선된다.

## 약동학
고리 이뇨제는 단백질 결합이 많으며 따라서 분포 용적이 적다. 단백질 결합이 높으므로 토리쪽세관의 내강 쪽 벽의 여러 수송체 분자를 통해 쉽게 분비되어 기능을 할 수 있게 된다. 푸로세미드의 생체이용률은 10%에서 90%까지 다양하게 나타난다. 푸로세미드의 생물학적 반감기는 위장관계에서 혈류 방향으로의 흡수에 의해 제한된다. 정맥 주사 시 푸로세미드의 효과는 경구 투여 때보다 두 배 정도 강하다.
그러나 토라세미드나 부메타니드의 경구 투여 시 생체이용률은 90%을 넘는다. 토라세미드는 심부전 환자에서 푸로세미드(2.7시간)와 비교했을 때 더 긴 반감기(6시간)를 가진다. 고리 이뇨제는 보통 '천장 효과'(상한선, ceiling effect)를 가진다. 이는 최대 용량에서 더 많은 용량을 투여해도 약물의 치료 효과가 올라가지 않는다는 뜻이다. 푸로세미드를 40mg 투여한 것은 토라세미드 20mg 투여나 부메타니드 1mg 투여와 동등하다.

## 사용
고리 이뇨제는 다음과 같은 상황에서 주로 사용된다.
- 심부전 - 이전 경구 용량의 2.5배씩 하루 두 번, 급성 비보상 심부전 환자에게 투여하는 것은 합리적인 치료 전략이다. 그러나 이후 투여 용량을 조절하기 위해서는 매일 치료 반응을 평가해야 한다.[5]
- 간경화증과 연관된 부종이나 콩팥증후군.[9]
- 뇌부종 - 정맥 주사된 푸로세미드는 만니톨과 함께 급격한 이뇨를 시작하기 위해서 사용될 수 있다. 그러나 이런 치료법이 최적의 작용 시간은 알려져 있지 않다. 혈액량이 지나치게 낮아져 뇌 관류량이 부족해지지 않도록 자주 체액량을 모니터링해야 한다. 10mg이나 20mg을 1회 정맥 투여하는 식으로 처방될 수 있으며 그 뒤에는 혈청 나트륨 농도를 올리기 위해 2% 또는 3%의 고장성 생리식염수를 정맥 주사로 투여한다.[10]
- 폐부종 - 체액과다나 폐부종이 있는 환자에서 분당 4mg씩 느리게 40-80mg의 푸로세미드를 정맥 투여(bolus)할 수 있다. 20분 뒤 같은 용량만큼 반복 투여한다. 정맥 투여 후에는 시간당 5-10mg씩 푸로세미드를 정맥 내 주입(infusion)할 수 있다. 콩팥 기능이 손상되었거나 심각한 심부전이 있는 경우 160-200mg까지 정맥 투여할 수 있다.[11]
- 고혈압 - Cochrane Hypertension group에 의한 체계적 문헌고찰 연구는 고리 이뇨제는 항고혈압 효과를 평가하였다. 이 연구에서는 대조군과 비교하여 고리 이뇨제는 혈압을 낮추는 효과가 크지 않다고 밝혔다.[12] Joint National Committee(JNC-8)의 가이드라인에 따르면 고혈압에 대한 일차 선택 약물은 티아지드계 이뇨제이다. 고리 이뇨제 사용은 이 가이드라인에 명시되어 있지 않다. 반면에 2013 European Society of Cardiology(ESC) 가이드라인에 따르면 고리 이뇨제는 콩팥 손상(크레아티닌(Cr) > 1.5 mg/dL, 또는 측정된 사구체여과율(eGFR) < 30 mL/min/1.73 m2)이 있을 때만 티아지드계 이뇨제를 대체하여 사용한다.[13]

2012 KDIGO(Kidney Disease: Improving Global Outcomes) 가이드라인은 체액과다 상태를 관리할 때를 제외하면, 이뇨제가 급성 콩팥 손상 치료용으로는 사용해서는 안된다고 서술했다. 이뇨제는 급성 콩팥 손상을 예방하거나 치료하는 데에 어떤 이득도 보여주지 못했다.
또한 종종 적절한 수액을 통한 재수화와 함께 심각한 고칼슘혈증을 관리하기 위해 사용된다.

## 내성
이뇨제 내성은 이뇨제를 최대 용량 투여했는데도 체액 저류(소변 나트륨으로 측정 가능)를 줄이는 데에 실패하는 것으로 정의된다. 고리 이뇨제 내성이 발생하는 데는 다양한 원인이 있다. 첫 이뇨 이후에는 첫 이뇨 때보다 나트륨 배설 속도가 작아지는 '이뇨 후 나트륨 저류'가 일어난다. 이 기간 동안의 나트륨 농도 증가는 배설된 나트륨 양을 상쇄하고, 따라서 이뇨제 내성을 일으킨다. 고리 이뇨제를 오랫동안 사용하는 것도 내성에 기여한다. 인체는 세포외액이 감소한 것에 대해 레닌-안지오텐신-알도스테론계를 활성화시켜 생리학적으로 반응한다. 이로 인해 네프론이 변화하는데, 먼쪽곱슬세관 세포, 으뜸세포(principal cell), 사이세포(intercalated cell)의 숫자가 증가한다. 이 세포들은 먼쪽곱슬세관에서 나트륨-염소 공동수송체와 펜드린(염소-중탄산염 교환체)를 가지고 있는 세포들이다. 이로 인해 나트륨 재흡수와 체액 저류가 촉진되어 이뇨제 내성을 일으킨다. 내성을 일으키는 다른 요인에는 경구로 투여된 고리 이뇨제의 흡수를 늦추는 장의 부종이 있다. 만성 신부전은 콩팥 혈류량을 줄여 이뇨제 분자가 네프론으로 전달되는 양을 감소시키고, 나트륨 배설을 막아 저류시키면서 이뇨제 내성을 유발한다. 비스테로이드 항염증제(NSAIDs)는 이뇨제가 유기 음이온 수송체에 결합하는 것에 대한 경쟁적 저해제로 작용하여 이뇨제 분자가 토리쪽세관으로 분비되는 것을 방해할 수 있다.
이뇨제 내성을 가진 심신증후군이나 심각한 우심실 기능 장애 환자는 지속적인 이뇨제 주입으로 더 좋은 반응을 기대할 수 있다. 이뇨제 투여는 매일 3-5L의 소변을 생산하도록 조절된다. 티아지드(나트륨-염소 공동수송체 차단제), 아밀로라이드(상피 나트륨 통로 차단제), 탄산탈수효소 저해제(펜드린 차단제)는 고리 이뇨제 내성이 있는 경우 고리 이뇨제 작용을 보충하는 용도로 제안되었으나, 이런 사용을 뒷받침하는 근거는 제한되어 있다.

## 부작용
가장 흔한 약물 부작용은 이뇨와 전해질 균형과 관련하여 발생한다.
흔한 약물 부작용에는 저나트륨혈증, 저칼륨혈증, 저마그네슘혈증, 탈수, 고요산혈증, 통풍, 어지럼증, 기립성 저혈압, 실신 등이 있다. 고리 이뇨제로 인한 혈액 내 마그네슘 손실은 가성통풍(연골석회화증)의 원인이 될 수 있다는 주장도 있다.
흔하지 않은 약물 부작용에는 이상지질혈증, 혈청 내 크레아티닌 농도 증가, 저칼슘혈증, 발진 등이 있다. 대사성 알칼리증도 나타날 수 있다.
속귀의 손상인 이독성은 고리 이뇨제의 심각하지만 드문 부작용이다. 이명이나 현훈만 보일 수도 있지만, 심각한 경우 청력상실로까지 이어질 수 있다.
또한 NSAID와 ACE 억제제를 병용하는 환자에서 신부전을 일으킬 수 있다.
푸로세미드, 토라세미드, 부메타니드는 설파제에 속하므로, 설파제에 민감한 환자들은 이론적으로 고리 이뇨제에도 민감할 위험이 있다. 그러나 실제 교차반응성의 위험은 잘 알려져 있지 않으며, 이런 교차반응성에 이의를 제기하는 경우도 몇몇 있다.  한 연구에서는 설폰아마이드 항생제에 알레르기가 있는 환자 중 오직 10%만이 설폰아마이드 이뇨제에도 알레르기를 가진다는 사실을 발견했으나, 이것이 교차상호성을 뜻하는 것인지. 아니면 알레르기가 나타나는 경향성을 뜻하는 것인지는 불명확하다.
에타크린산은 고리 이뇨제에 속하면서도 설폰아마이드가 아닌 유일한 약물이다. 이 약은 주로 위장관계 독성과 관련된, 다른 고리 이뇨제와는 완전히 다른 부작용을 보인다.

## 목록
- 푸로세미드
- 부메타니드
- 에타크린산
- 토라세미드

| 고리 이뇨제 | 상대적 효능 |
| ----------- | ----------- |
| 푸로세미드  | 40mg        |
| 부메타니드  | 1mg         |
| 에타크린산  | 50mg        |
| 토라세미드  | 20mg        |